# Fabienne Guyon
Pour les articles homonymes, voir Guyon.
Fabienne Guyon est une actrice et chanteuse française, née au Mans le 7 septembre 1960 .
Issue du théâtre, elle est la première interprète du personnage de Cosette dans l'adaptation musicale et scénique  Les Misérables de Alain Boublil et Claude-Michel Schönberg mise en scène par Robert Hossein en 1980. Succès considérable en Europe comme aux États-Unis, elle devient à l'âge de vingt ans une véritable icône de la comédie musicale dans son pays. Elle joue ensuite dans une production française de La Petite Boutique des horreurs d'Alan Menken et Howard Ashman qui lui vaudra une nomination au Molière de la révélation théâtrale.
Plus discrète au cinéma, elle est surtout connue pour son rôle de Violette dans le film musical : Une Chambre en Ville de Jacques Demy qui lui vaut une nomination au César du meilleur espoir féminin.

## Biographie
Tour à tour Cosette des Misérables, Madeleine des Parapluies de Cherbourg, Audrey dans La Petite Boutique des horreurs, Grisabella dans Cats, Violette dans Une chambre en ville, sans oublier Peter Pan… Ancienne élève du célèbre Petit Conservatoire de la Chanson de Mireille, Fabienne Guyon a travaillé notamment aux côtés de Michel Legrand, Jacques Demy, Robert Hossein, Alain Marcel ou Laurent Pelly. Elle a reçu les encouragements de toute la profession (nominations aux César, aux Victoires de la Musique et aux Molière comme révélation théâtrale), et son talent a été reconnu par les plus grands : Claude Nougaro, Peter Ustinov, Shirley MacLaine pour son interprétation de My Man à Londres dans la comédie musicale Ziegfeld.

## Filmographie

### Cinéma

#### Actrice
- 1978 : La ligature de Gilles Cousin
- 1982 : Une chambre en ville de Jacques Demy : Violette Pelletier
- 1985 : L'Amour ou presque de Patrice Gautier
- 1988 : Matin de mariage de Gérard Jumel : la femme
- 1992 : Les Amies de ma femme de Didier Van Cauwelaert : Adeline
- 2012 : Une famille formidable (saison 9, épisodes 2-3)

#### Doublage - voix off
- 1983 : La vie est un roman d'Alain Resnais : voix chantée d’Élisabeth
- 1986 : Mon petit poney : voix de Megan
- 1987 : Club de rencontres de Michel Lang : voix chantée de Cricri
- 1996 : Pinocchio de Steve Barron : voix de la princesse marionnette
- 1997 : The Funny Face of Broadway de Rémy Batteault : voix
- 1999 : Annie (Disney) de Rob Marshall : voix de Grace

### Télévision
Elle court... elle court... l'opérette, Le Grand Echiquier présenté par Jacques Chancel, Champs-Élysées présenté par Michel Drucker, 8e cérémonie des César du cinéma...

### Bandes originales
- 1982 : Une chambre en ville de Jacques Demy. Musique de Michel Colombier
- 1983 : La vie est un roman d'Alain Resnais. Musique de M. Philippe Gérard
- 1983 : Si elle dit oui je ne dis pas non de Claude Vital. Générique interprété par Fabienne Guyon. Musique : Jacques Revaux, paroles : Pierre Delanoë
- 1987 : Pierre et Djemila de Gérard Blain. "Deux enfants" chanté par Fabienne Guyon. Musique : Olivier Kowalski, paroles : Maurice Rollet
- 1987 : Club de rencontres de Michel Lang. Musique: Michel Legrand
- 1997 : Il était une fois... les Explorateurs d'Albert Barillé (série d'animation) : chanson du générique. Musique : Michel Legrand

## Théâtre musical
- 1979 : Les Parapluies de Cherbourg de Jacques Demy et Michel Legrand, Théâtre Montparnasse, Rôle de Madeleine - Mise en scène de Raymond Gérôme
- 1980 : Les Misérables d’après V. Hugo, Palais des sports, Rôle de Cosette - Mise en scène de Robert Hossein
- 1981 : Les Rencontres du Palais-Royal, Théâtre du Palais-Royal
- 1984 : Mam'zelle Nitouche de Hervé, Théâtre des Bouffes Parisiens, Rôle de Nitouche - Mise en scène Théo Jehanne
- 1985 : L'Opéra de quat'sous de B. Brecht et K. Weil, Festival de Sarlat, Rôle de Polly - Mise en scène Mario Franceschi
- 1985 : Mesdames de Montenfriche d’Eugène Labiche, Au TBB, Rôle de Berthe - Mise en scène de Francis Joffo
- 1985 : Musical Patchwork de N. Lavalard-Reynier, Théâtre de la Renaissance - Mise en scène de N. Lavalard-Reynier
- 1986-1987 : La Petite Boutique des Horreurs de H. Ashman et A. Menken, TLP-Dejazet et Théâtre de la Porte Saint Martin, Rôle d’Audrey - Mise en scène d’Alain Marcel (Nomination aux Molière dans les catégories révélation théâtrale féminine et meilleur spectacle musical, ainsi qu'aux Victoires de la Musique dans la catégorie spectacle musical)
- 1988 : Ziegfeld de Ned Sherrin, London Palladium (Londres), Rôle d’Anna Held - Mise en scène de Joe Layton
- 1990 : Cats de A.L. Webber, Théâtre de Paris, Rôle de Grisabella - Mise en scène de Gillian Lynne (Nomination aux Molière, meilleur spectacle musical)
- 1991 : Peter Pan, Au Casino de Paris, Rôle de Peter Pan - Mise en scène d’Alain Marcel (Nomination aux Victoires de la Musique et Molière, meilleur spectacle musical)
- 1993 : Kiss me, Kate, comédie musicale de Samuel et Bella Spewack d'après La Mégère apprivoisée de William Shakespeare, musique et lyrics Cole Porter, mise en scène Alain Marcel, Théâtre Mogador, Rôle de Bianca/Loïs Lane (Nomination aux Molière, meilleur spectacle musical)
- 1996 : Michel Legrand et Jean Guidoni, Casino de Paris, en duo avec Michel Legrand et Jean Guidoni
- 1996-1998 : Souingue, Cité de la Musique, La Cigale, L’Européen, Petit Marigny, Tournée dans toute la France, Mise en scène de Laurent Pelly (Nomination aux Molière, meilleur spectacle musical)
- 1998-1999 : Et Vian ! en avant la Zique !, Théâtre du Cargo à Grenoble, Théâtre de la Criée à Marseille, Grande Halle de la Villette à Paris, Mise en scène de Laurent Pelly
- 2000 : Le Sire de Vergy de Gaston Arman de Caillavet et Robert de Flers, musique Claude Terrasse, mise en scène Alain Sachs, Théâtre des Bouffes-Parisiens (Nomination aux Molière, meilleur spectacle musical), Rôle de Gabrielle
- 2001 : C’est pas la vie ?, Théâtre de la Criée à Marseille, tournée en France, mise en scène de Laurent Pelly
- 2002 : La Rue de nos amours de Pierre-Michel Robineau, Palais des Congrès et de la Culture du Mans, Rôle de Léontine - Mise en scène de Fabienne Guyon
- 2004 : Le Paris d’Aziz et Mamadou, Amphithéâtre de l’Opéra Bastille, Mise en scène d’Alain Marcel
- 2005 : Secret Défense de Jean-Paul Farré, Théâtre Sorano à Vincennes, Rôle de Jeanne d’Arc - Mise en scène de Jean-Marie Lecoq
- 2005-2006 : Tous en vol, Théâtre Jean Vilar de Suresnes, Théâtre des 3 Pierrots à St Cloud, Mise en scène et direction artistique Fabienne Guyon
- 2006-2008 : Souingue-Souingue, Théâtre de l’Ouest Parisien. Tournée en France. Mise en scène de Laurent Pelly (Nomination aux Molière, meilleur spectacle musical)
- 2021-2022 : La Fontaine, érotique ?, Théâtre Paul Scarron

## Créations musicales - projets personnels
- 2008 : Voyages, création, Festival DIVA, Cartoucherie de Vincennes
- 2009-2013 : Et Vian ! A nous trois !, Festival Jazz à St-Germain-des-Prés, Théâtre de l'Essaïon, Le Lucernaire, Festival d’Avignon, tournée en France
- 2011-2013 : SMILE, Du sourire dans les airs, Vingtième Théâtre
- 2015-2016 : Accords à Cordes, Théâtre de l'Essaïon, Festival d'Avignon, tournée en France
- 2016-2020 : Jazz French Touch, Fabienne Guyon Quartet, tournée en France
- 2013-2020 : Quand ça balance, Fabienne Guyon chante Michel Legrand, Théâtre de l'Essaïon, Festival Jazz à St-Germain-des-Prés, tournée en France
- 2023 : Jazzons français

## Cabaret
- 1981 : Casino St Martin
- 1984-2003 : Don Camilo (Paris)
- 1986-1987 : Alcazar de Paris
- 2007-2010 : La Main au Panier (Paris)

## Discographie
- 1979 : Les Parapluies de Cherbourg, Accord
- 1980 : Les Misérables, Relativity Records
- 1981 : Il est libre Max (Hervé Cristiani), Challenge Prod./RCA
- 1982 : Une chambre en ville (BO), TREMA
- 1983 : La, la, la - La salle des départs, TREMA
- 1983 : La vie est un roman (BO), TREMA
- 1983 : Si elle dit oui… je ne dis pas non (BO), TREMA
- 1987 : Amour Cristal, La Calade
- 1987 : Ciné Chansons Vol. 1, Milan
- 1987 : Pierre et Djemila (BO), Milan
- 1987 : La Petite boutique des horreurs, EMI
- 1989 : Ziegfeld, First Night Records
- 1991 : Peter Pan, ZOE PRODUCTIONS, CARRERE MUSIC
- 1993 : Bonne nuit (CD pour enfants), ADES/Universal
- 1995 : Chant d’autrefois (CD pour enfants), ADES
- 1995 : Chants de rêve (CD pour enfants), ADES
- 1995 : Chants de Noël (CD pour enfants), ADES
- 1995 : Chants rigolos(CD pour enfants), ADES
- 1995 : Chants sur les animaux (CD pour enfants), ADES
- 1996 : Histoires à dormir au lit 1 (CD pour enfants), ADES/Universal
- 1996 : Histoires à dormir au lit 2 (CD pour enfants), ADES/Universal
- 1996 : Histoire à dormir au lit 3 (CD pour enfants) , ADES/Universal
- 1996 : Souingue!, MEYER PRODUCTIONS
- 1997 : Orphée ou la naissance de la musique (CD pour enfants), LUCKY RECORDS
- 1997 : Ulysse et le cheval de Troie (CD pour enfants), LUCKY RECORDS
- 1997 : Hercule, l’homme le plus fort du monde (CD pour enfants), LUCKY RECORDS & CREA PAUL
- 1998 : La comptine à Titine (CD pour enfants), Le Rideau Bouge Productions
- 1999 : Je vais bien ne t'en fais pas (livre audio), CdL Editions
- 2000 : Nimbus et Mirette : le sortilège de Nez Crochu (CD pour enfants), CREA PAUL
- 2000 : Nimbus et Mirette : Promenade sur le lac (CD pour enfants), CREA PAUL
- 2001 : Boris Vian chanté par…, Les Productions Jacques Canetti
- 2003 : Bambou touche à tout (CD pour enfants), Chantemômes
- 2004 : Eugêne le vieux chêne (CD pour enfants), Chantemômes
- 2004 : La philosophie expliquée à ma fille (livre audio), CdL Editions
- 2006 : Le cadeau de Mya (CD pour enfants), Chantemômes
- 2007 : Ferdinand le goéland (CD pour enfants), Chantemômes
- 2007 : La robe bleue d'Hélène (livre audio), CdL Editions
- 2007 : Noël gaulois, Corydalis-Les Productions du Parc
- 2010 : Et Vian ! À nous 3 !
- 2016 : Accords à Cordes

## Distinctions
- 1983 : Nomination aux César dans la catégorie Meilleur espoir féminin pour son interprétation dans Une chambre en ville de Jacques Demy.
- 1987 : Nomination aux Molière dans la catégorie Révélation théâtrale féminine pour son interprétation dans La Petite Boutique des Horreurs (mise en scène d'Alain Marcel)
- 2020 : Nomination aux Talents de la Sarthe dans la catégorie Artiste